# Balabagan
Balabagan è una municipalità di quarta classe delle Filippine, situata nella Provincia di Lanao del Sur, nella Regione Autonoma nel Mindanao Musulmano.
Balabagan è formata da 27 baranggay:
- Bagoaingud
- Banago
- Barorao
- Batuan
- Budas
- Buenavista
- Buisan (Bengabeng)
- Calilangan
- Igabay
- Ilian
- Lalabuan
- Lorenzo
- Lower Itil
- Lumbac

- Macao
- Magulalung Occidental
- Magulalung Oriental
- Matampay
- Matanog
- Molimoc
- Narra
- Pindolonan
- Plasan
- Purakan
- Poblacion (Balabagan)
- Tataya
- Upper Itil